# Lotnisko Inowrocław
Lotnisko Inowrocław (kod ICAO: EPIN) – cywilne lotnisko obsługiwane przez Aeroklub Kujawski. Lotnisko położone jest w Inowrocławiu, we wschodniej części miasta, przy ulicy Toruńskiej. Lotnisko posiada jeden pas główny o kierunkach 14/32 o długości 760 metrów oraz 2 pasy o wymiarach 690 i 390 metrów. Na lotnisku kilkanaście razy do roku są organizowane zawody szybowcowe, paralotniowe i samolotowe. Lotnisko zostało wybudowane w 1933, otwarte 24 września 1933.